# Межиліська сільська рада
Межиліська сільська рада — колишня адміністративно-територіальна одиниця та орган місцевого самоврядування у Базарському, Народицькому, Овруцькому і Малинському районах Коростенської і Волинської округ, Київської й Житомирської областей Української РСР та України з адміністративним центром у с. Межиліска.

## Населені пункти
Сільській раді підпорядковувались населені пункти:
- с. Межиліска
- с. Буда-Голубієвичі
- с. Васьківці
- с. Вила
- с. Голубієвичі
- с. Заводне
- с. Карпилівка
- с. Недашківка
- с. Осика

## Населення
Кількість населення ради, станом на 1923 рік, становила 1 473 особи, кількість дворів — 280.
Кількість населення сільської ради, станом на 1924 рік, становила 1 719 осіб.
Станом на 1 жовтня 1941 року в сільраді налічувалось 262 двори, з 1 050 мешканцями в них, в тому числі: чоловіків — 388 та жінок — 562.
Відповідно до результатів перепису населення 1989 року, кількість населення ради, станом на 12 січня 1989 року, становила 458 осіб.
Станом на 5 грудня 2001 року, відповідно до перепису населення України, кількість мешканців сільської ради становила 255 осіб.

## Склад ради
Рада складалась з 12 депутатів та голови.

### Керівний склад сільської ради
| ПІБ                         | Основні відомості                                                               | Дата обрання | Дата звільнення |
| --------------------------- | ------------------------------------------------------------------------------- | ------------ | --------------- |
| Манукян Ольга Володимирівна | Сільський голова, 1961 року народження, освіта, член народної партії            | 26.03.2006   | 31.10.2010      |
| Романенко Тетяна Миколаївна | Сільський голова, 1976 року народження, освіта середня спеціальна, позапартійна | 31.10.2010   |                 |

Примітка: таблиця складена за даними джерела

## Історія
Створена 1923 року, в складі с. Межиліска, колоній Кужель, Чеська Базарської волості Овруцького повіту Волинської губернії. 12 січня 1924 року, відповідно до рішення Волинської ГАТК (протокол № 6/1 «Про зміни в межах округів, районів і сільрад»), колонії Кужель та Чеська (згодом — Карпилівка) передані до складу новоствореної Гуто-Мар'ятинської сільської ради Базарського району. У 1941 році до складу ради повернуто хутір Карпилівка.
Станом на 1 вересня 1946 року сільська рада входила до складу Базарського району Житомирської області, на обліку в раді перебували с. Межиліска та х. Карпилівка.
11 серпня 1954 року, відповідно до указу Президії Верховної ради Української РСР «Про укрупнення сільських рад по Житомирській області», до складу ради включено села Мар'ятин і Трудолюбівка ліквідованої Мар'ятинської сільської ради. 2 вересня 1954 року, відповідно до рішення Житомирського облвиконкому «Про перечислення населених пунктів в межах районів Житомирської області», в зв'язку з попереднім укрупненням сільських рад, до складу ради передано с. Осика Великоміньківської сільської ради, с. Трудолюбівка передане до складу П'ятидубської сільської ради Базарського району. 5 березня 1959 року с. Мар'ятин підпорядковане Вишівській сільській раді Народицького району.
На 1 січня 1972 року сільська рада входила до складу Народицького району Житомирської області, на обліку в раді перебували села Карпилівка, Межиліска та Осика.
25 квітня 2005 року, відповідно до рішення Житомирської обласної ради «Про адміністративно-територіальні зміни в Народицькому районі», до складу ради підпорядковано села Буда-Голубієвичі, Васьківці, Вила, Голубієвичі, Заводне та Недашківка ліквідованої Голубієвицької сільської ради Народицького району.
Ліквідована 17 листопада 2015 року через об'єднання до складу Народицької селищної громади Народицького району Житомирської області.
Входила до складу Базарського (7.03.1923 р.), Народицького (21.01.1959 р., 8.12.1966 р.), Овруцького (30.12.1962 р.) та Малинського (7.01.1963 р.) районів.